# Thomas Albert Lathrop
Thomas Albert Lathrop (Los Ángeles, 1941-Anaheim, California, 17 de febrero de 2014) fue un hispanista, cervantista, editor y traductor estadounidense.

## Biografía
Nacido en Los Ángeles, California, asistió a la John Marshall High School y recibió una beca de la Asociación de Periodistas Deportivos Escolares para asistir al Pepperdine College, pero se trasladó a la Universidad de California en Los Ángeles (UCLA) en su segundo año. En la UCLA participó en el programa de educación exterior de la Universidad de Burdeos y obtuvo una licenciatura en español y francés, una maestría en literatura española y un doctorado en lingüística románica, con una tesis, publicada acto seguido, sobre la leyenda de los Siete infantes de Lara. Mientras cursaba su doctorado, trabajó como ayudante de cátedra en la UCLA y como profesor en la Universidad de Wyoming. Durante ese tiempo, comenzó a escribir libros de texto de lengua española. Se casó con la estudiante y futura maestra de francés Connie Cook en Silver Spring, Maryland (1969), y la pareja se leía, comenzando con Don Quijote. Vivió en Los Ángeles, California, durante dos años. Enseñó español en esa ciudad, en el Colegio de Mount Saint Mary. En 1971 obtuvo una beca de un año de la Fundación del Amo para estudiar en España. Allí escribió La evolución del español en inglés, luego traducida al español. Posteriormente recibió otra beca, de la Fundación Gulbenkian, para trabajar en un proyecto filológico portugués, y la pareja se mudó a Lisboa medio año. En 1973 se trasladaron a Lexington (Kentucky), para que Lathrop enseñara en la Universidad de Transylvania, donde fue director de su laboratorio lingüístico escolar; allí nació su hija Aline. En 1976 se trasladaron de nuevo a Pennsylvania y enseñó en el Lafayette College, antes de establecerse definitivamente en Newark (Delaware), en 1980. Fue profesor de Lenguas Románicas de la Universidad de Delaware hasta su jubilación en 2006. Entonces sirvió varios años como director de la revista Cervantes de la Cervantes Society of America. Falleció en California durante unas vacaciones en 2014.
En la Universidad de Delaware Lathrop dirigió estudios en España, París y Brasil y escribió numerosos libros de texto. Es autor de 19 libros y numerosos artículos, y editó una serie de clásicos españoles y franceses para los lectores de habla inglesa, incluyendo Don Quijote de Cervantes acompañado de un glosario. También de esta obra hizo una edición infantil ilustrada por Jack Davis y promovió una nueva traducción del Quijote al inglés. Es el único traductor de Don Quijote que también publicó una edición del texto en español.
Además fundó y dirigió dos empresas editoriales: Juan de la Cuesta (1978), que ha publicado más de 300 títulos en español sobre literatura y lingüística españolas, y Linguatext Ltd. (1974), que ha publicado manuales para estudiantes de portugués, español y holandés. Además fue editor de dos revistas científicas, y consultor editorial de otras tres. 
Recibió numerosos premios y distinciones. Fue miembro de la Orden de Don Quijote y oficial de la Orden de Isabel la Católica.

## Obras

### Tema cervantino
- Don Quijote de la Mancha, edición de la obra completa para estudiantes, Newark (Delaware),Juan de la Cuesta Hispanic Monographs, 1997.
- Don Quijote Dictionary, Newark: Juan de la Cuesta Hispanic Monographs, 1999.
- Don Quixote traducción para el cuarto centenario, Dos ediciones: New York, Signet Classics 2011 y London, One World, 2011.

### Temas lingüísticos
- The Evolution of Spanish: An Introductory Historical Grammar, Newark: Juan de la Cuesta Hispanic Monographs, 1980.
- Con Juan Gutiérrez Cuadrado y Ana Blas, Curso de gramática histórica española. Barcelona: Ariel, 1984, 4.ª ed. (Traducción puesta al día del libro anterior.)
- Con Frede Jensen, The Syntax of the Old Spanish Subjunctive. The Hague: Mouton, Janua Linguarum, 1973.

### Otros temas hispánicos
- The Legend of the Siete Infantes de Lara. Refundición toledana de la "Crónica de 1344" Version. Estudio y edición de Thomas A. Lathrop. University of North Carolina Press, 1972.

### Libros de texto
- ¡De acuerdo! Un enfoque comunicativo estructural y cultural, 1987.
- ¡Tanto mejor! Un enfoque comunicativo estructural y cultural, 1987.
- Español: Lengua y Cultura de Hoy, 1974.
- Con Eduardo M. Dias, Brasil, Lingua e Cultura, Newark: LinguaText, 2002.